# Jarosław Kalinowski
Jarosław Kalinowski (ur. 12 kwietnia 1962 w Wyszkowie) – polski polityk i zootechnik.
Działacz Polskiego Stronnictwa Ludowego, w latach 1997–2004 prezes tej partii. W 1997 minister rolnictwa i gospodarki żywnościowej, a w latach 2001–2003 minister rolnictwa i rozwoju wsi, pełnił w tych okresach równocześnie funkcję wiceprezesa Rady Ministrów. Poseł na Sejm II, III, IV, V i VI kadencji (1993–2009), wicemarszałek Sejmu V i VI kadencji (2005–2009), poseł do Parlamentu Europejskiego VII, VIII i IX kadencji (2009–2024). Kandydat w wyborach prezydenckich w 2000 i 2005.

## Życiorys
Syn Witolda i Zofii Kalinowskich. Absolwent zootechniki w Szkole Głównej Gospodarstwa Wiejskiego w Warszawie oraz Studium Wspólnotowego Prawa Rolnego przy Instytucie Nauk Prawnych Polskiej Akademii Nauk. Od 1981 był członkiem Związku Młodzieży Wiejskiej. W 1989 przystąpił do PSL „Odrodzenie”, a w 1990 wraz z całym ugrupowaniem znalazł się w szeregach PSL.
W latach 1990–1997 pełnił funkcję wójta gminy Somianka. W 1993, 1997, 2001, 2005 i 2007 był wybierany na posła na Sejm pięciu kolejnych kadencji. Od 25 kwietnia do 31 października 1997 zajmował stanowiska wicepremiera i ministra rolnictwa i gospodarki żywnościowej w rządzie Włodzimierza Cimoszewicza. Od 19 października 2001 do 3 marca 2003 po raz drugi sprawował funkcje wicepremiera oraz ministra rolnictwa i rozwoju wsi w gabinecie Leszka Millera.
Po słabym wyniku uzyskanym przez PSL w wyborach parlamentarnych w 1997 wybrano go na prezesa tej partii. Z funkcji tej zrezygnował w marcu 2004, zostając przewodniczącym rady naczelnej PSL (stanowisko to zajmował do grudnia 2021).
W 2000 był po raz pierwszy kandydatem PSL na prezydenta RP, zajął 4. miejsce z wynikiem 1 047 949 głosów (5,95% poparcia). W czerwcu 2005 zapowiedział swój start w wyborach prezydenckich z ramienia Polskiego Stronnictwa Ludowego. W I turze uzyskał 269 316 głosów (1,80%), co dało mu 5. miejsce. 14 października udzielił poparcia kandydaturze Lecha Kaczyńskiego w II turze. 26 października 2005 wybrano go na wicemarszałka Sejmu V kadencji. 6 listopada 2007, wkrótce po kolejnych wyborach parlamentarnych, w których po raz piąty uzyskał mandat poselski z wynikiem 25 406 głosów w okręgu siedleckim, ponownie powołano go na stanowisko wicemarszałka Sejmu. Był współprzewodniczącym Zgromadzenia Poselskiego Sejmu RP i Sejmu RL.
W wyborach do Parlamentu Europejskiego w 2009 uzyskał mandat europosła, kandydując z ramienia PSL w okręgu mazowieckim i zdobywając 51 014 głosów. W 2014 i 2019 z powodzeniem ubiegał się o reelekcję na VIII i IX kadencję. W 2024 nie wystartował w kolejnych wyborach europejskich.

## Odznaczenia
Odznaczony odznaką honorową „Zasłużony dla Rolnictwa”.

## Życie prywatne
Syn Witolda i Zofii. Żonaty z Aleksandrą. Ma trzech synów (Bartosza, Kacpra i Marcina) oraz dwie córki (Danutę i Ewę).